# Зейферт, Иоанн Адам
Иоганн Адам Зейферт (нем. Johann Adam von Seuffert, 15 марта 1794, Вюрцбург — 8 мая 1857, Мюнхен) — баварский правовед, профессор университета в Вюрцбурге.

## Биография
Сын Иоганна фон Зейферта (нем. Johann Michael von Seuffert), профессора юриспруденции, советника вюрцбургского двора.
По окончании гимназии изучал историю и юриспруденцию в Вюрцбургском университете. 
В 1814 году прервал учёбу, в качестве лейтенанта в составе вюрцбургского егерского батальона участвовал в завершающей фазе освободительной войны на территории Франции. Его военный «пыл» вскоре остыл, чему способствовали безразличие и равнодушие начальников, как следует из сохранившихся писем. Парижский мир и начавшаяся реставрация вызвали его неудовольствие и насмешку над собой. 
В феврале 1815 года с помощью отца ему удалось закончить службу в армии.
В марте 1815 года в Вюрцбургском университете он получил докторскую степень за работы по правовым вопросам брака. Затем он перешёл в Гёттингенский университет, где он слушал в том числе лекции Густава фон Гуго. 
В зимнем семестре в 1815/1816 стал доцентом в Гёттингенском университете. Затем он стал приват-доцентом в университете Вюрцбурга; в июле 1817 там же стал экстраординарным профессором истории, пандектного права и баварского гражданского права (с 1819 — ординарный профессор).
В 1825 году выпустил «Учебник практического пандектного права» (нем. Lehrbuch des praktischen Pandektenrechts). В 1831 году был избран представителем Вюрцбурского университета в Баварский ландтаг.
Репрессии и ужесточение цензуры печати, предпринятые королём Людвигом I в ответ на политические беспорядки 1930 года, ландтаг расценил как нарушение конституции. Зейферта упрекали в подавлении демократии и считали его также ответственным за беспорядки. 
1 сентября 1832 правительство лишило его права преподавания, и он был переведён судьёй в апелляционный суд Штраубинга. 
В 1834 г. он перевёлся в Ансбах, в 1838 г. — в Айхштет. Во время его деятельности в качестве судьи он начал «Комментарии к баварскому судопроизводству» (нем. Kommentar über die bayrische Gerichtsordnung). 
В 1838 г. он отклонил предложение в Цюрихский университет. Из-за нервного расстройства он ходатайствовал о досрочной отставке, которая и была предоставлена в 1839 г.
Выйдя на пенсию, переехал в Мюнхен, занялся пересмотром своих «Комментариев…», готовил новое издание «Учебника практического пандектного права». 
В 1847 г. основал журнал «Archiv für Entscheidungen der obersten Gerichte in den deutschen Staaten» (часто называвшийся «Зейфертский архив»), который издавался до 1944 года. 
В 1848 г. под псевдонимом «Юлий Штайнбюль» (нем. Julius Steinbühl) опубликовал «Эпиграммы и сентенции беспристрастного» (нем. Epigramme und Sinnsprüche eines Unparteiischen). 
В 1848 году выступал за учреждение государственных союзов в Германии, но был против федерации. Он также был против создания республики.
В 1850 году получил личное дворянство.
Последние годы жизни был физически слаб, жил уединённо. 
Похоронен на Мюнхенском южном кладбище.

## Семья
В 1819 году в Мюнхене сочетался браком с Августой Цинк (нем. Augusta Zink), дочерью Эрнста Августа фон Цинк (нем. Ernst August von Zink), ставшего позже директором баварского апелляционного суда.
В браке родились 5 дочерей и 2 сына (один из них — Эрнст-Август Зейферт (род. в 1829), профессор гражданского права в Мюнхене).

## Избранные труды
- Seuffert J. A. Kommentar über die bayrische Gerichtsordnung. — Erlangen, 1836—1842. — (2. Aufl. – 1853—1858). || Kommentar über die bayerische Gerichtsordnung (Codex juris bavarici de anno 1753) : (Handbuch des deutschen Civilprozesses auf der Grundlage und nach der Ordnung der bayerischen Gesetzgebung) / Mit einem biographischen Vorw. neu hrsg. von Werner Schubert. — Goldbach : Keip, 1993. — Т. 1–4. — (репринт). — ISBN 3-8051-0183-X.[1]
- Seuffert J. A. Lehrbuch des praktischen Pandektenrechts. — Würzburg, 1823–1825. || Praktisches Pandektenrecht. — 4. Aufl. — Würzburg: Stahel, 1860–1872. || Praktisches Pandektenrecht. — Goldbach : Keip, 1998. — 1326 с. — (репринт). — ISBN 3-8051-0673-4.[2]